# Thomas Johann Seebeck
Thomas Johann Seebeck (ur. 9 kwietnia 1770 w Rewlu; zm. 10 grudnia 1831 w Berlinie) – niemiecki fizyk, odkrył w 1821 roku zjawisko termoelektryczne.

## Życiorys
Seebeck urodził się w Rewlu (obecnie stolicy Estonii) w bogatej rodzinie kupieckiej bałtyckich Niemców. W 1802 zdobył dyplom w zakresie nauk medycznych w Uniwersytecie w Getyndze, ale wolał studiować fizykę.
W 1808 roku Seebeck jako pierwszy wyprodukował i opisał amalgamat potasu. W 1810, opisał efekt działania widma światła na wilgotny tlenek srebra(I), stając się w ten sposób pionierem fotografii kolorowej. Również w 1810, zaobserwował on magnetyzm niklu i kobaltu. W 1818 Seebeck odkrył aktywność optyczną roztworów cukru. Z Johannem Wolfgangiem von Goethe pracował nad teorią koloru.
W roku 1821 Seebeck odkrył efekt termoelektryczny polegający na tym, że w obwodzie składającym się z dwóch różnych metali pojawia się różnica potencjałów między złączami, jeżeli oba złącza pozostają w różnych temperaturach. Obecnie efekt ten nazywa się często zjawiskiem Seebecka albo efektem Peltiera–Seebecka. Efekt Seebecka stanowi podstawę działania termopary.
Przez 13 lat Seebeck był członkiem Berlińskiej Akademii Nauk.